# Llibre de santa Maria
El Llibre de santa Maria (Lliure de santa Maria) és un manuscrit en català escrit per Ramon Llull al (1290). Es tracta d'una de les seves obres místiques on hi ha apareix un diàleg entre personatges al·legòrics sobre les excel·lències de Maria, que Llull converteix en un homenatge d'enamorat. Aquest manuscrit té un interès afegit, ja que mostra les preferències de Llull en relació als tipus de religiositat vigents en la seva època. Se'ns mostra com un decidit intel·lectualista, atesa la seva manca de confiança en l'ús de la raó per apropar-se a Déu.